# Meloe proscarabaeus sapporensis
Meloe proscarabaeus sapporensis es una subespecie de coleóptero de la familia Meloidae.

## Distribución geográfica
Habita en Japón.